# Shing Mun-floden

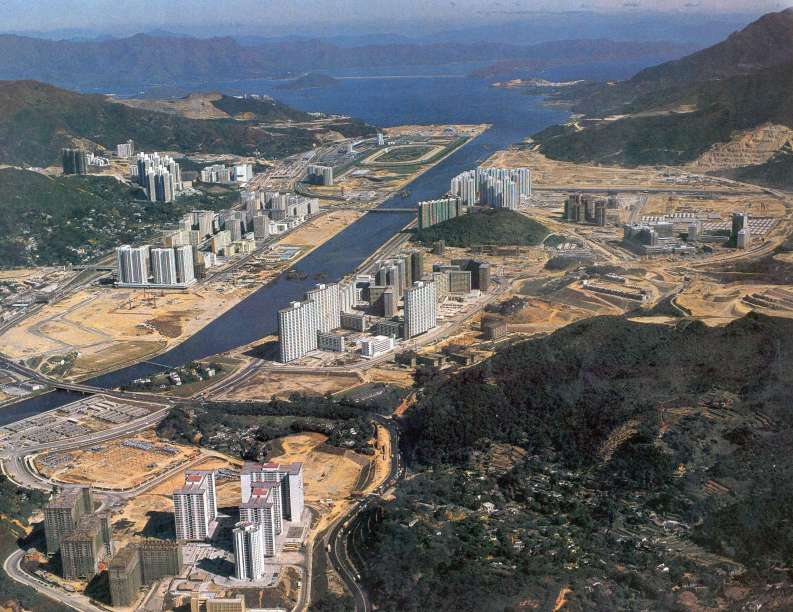
Shing Mun-floden

Shing Mun-floden är en flod som går rakt genom distriktet Sha Tin i Hongkong, i Kina.

## Historia
Den ursprungliga Shng Mun-floden började vid Needle Hill, och rann sedan till en låggrund bukt vid namn Sha Tin Hoi. Sha Tin Hoi gjordes om till landområde där man grundlade staden Sha Tin, varvid man utökade Shing Mun-floden med en 7 km lång och 200 meter bred kanal som rann genom staden till Tolo Harbour. Andra floder som flyter in till Sha Tin Hoi gjordes om till bifloder, så kallade nullahs (dräneringskanaler).
Shun Mun-kanalen sträcker sig från Tai Wai-området genom staden Sha Tin vidare till Tolo Harbour. Dess tre viktigaste bifloder är Tai Wai Nullah, Fo Tan Nullah och Siu Lek Yuen Nullah. 
Kring floden står höga bostads- affärs och industribyggnader, samt åtskilliga smärre byar. Det finns också många broar över floden.

## Förorening
Shing Mun-floden var en period kraftigt förorenad genom orenat avfall från boskap, industrier, hem och företag.  Vid denna tid fanns knappt något liv i floden.
Vattenkvaliteten har sedan 1993 dock förbättrats. Fiskar och kräldjur finns åter i floden. 
Dock finns fortfarande ett kraftigt nedsmutsat område: en konstgjord flodbank vid Man Lai Court med grava bottensatsansamlingar och stank.

## Användningsområde
Shin Mun-flodens huvudsakliga syfte var att dränera stormvatten i ett 37 km² stort område kring Sha Tin. Förutom detta har floden blivit populärt tillhåll för småbåtar och fiskare; kring floden kan man också cykla eller vandra. Andra vattenaktiviteter är rodd, kanotpaddling, kajak och drakbåtar. 